# حالة الطوارئ في الجزائر
فرضت حالة الطوارئ في الجزائر بالمرسوم الرئاسي رقم 92 - 44 مؤرخ في 5 شعبان عام 1412 الموافق 9 فبراير سنة 1992.
تم بعد ذلك تمديد العمل بقانون الطوارئ بالمرسوم رقم 92-44. في سنة 1993 وبموجب المرسوم التشريعي رقم 93-02 المؤرخ في 6 فبراير سنة 1993
```
من طرف الرئيس 
عبد العزيز بوتفليقة
 بتاريخ 
22 فبراير
 
2011
، وفي 
24 فبراير
 
2011
 تم العمل بهذا القرار على الفور وخصوصاً بعد تطورات أحداث ليبيا.
```